# قرار مجلس الأمن التابع للأمم المتحدة رقم 1362
قرار مجلس الأمن التابع للأمم المتحدة رقم 1362، المتخذ بالإجماع في 11 تموز / يوليو 2001، بعد الإشارة إلى القرارات السابقة بشأن كرواتيا، بما في ذلك القرارات 779 (1992)، 981 (1995)، 1088 (1996)، 1147 (1998)، 1183 (1998)، 1222 ( 1999)، 1252 (1999)، 1285 (2000)، 1307 (2000) و1357 (2001)، أذن المجلس لبعثة مراقبي الأمم المتحدة في بريفلاكا بمواصلة رصد نزع السلاح في منطقة شبه جزيرة بريفلاكا بكرواتيا لمدة ستة أشهر حتى 15 يناير 2002.
ورحب مجلس الأمن بالوضع الهادئ والمستقر بوجه عام في شبه جزيرة بريفلاكا، لكنه ظل قلقا إزاء انتهاكات نظام التجريد من السلاح والقيود المفروضة على حرية تنقل مراقبي الأمم المتحدة. ورحب بفتح نقاط العبور بين كرواتيا والجبل الأسود لتيسير حركة المرور المدنية والتجارية دون وقوع حوادث أمنية تمثل تدبيرا كبيرا لبناء الثقة بين البلدين. ولا يزال هناك قلق بشأن عدم إحراز تقدم نحو تسوية قضية شبه جزيرة بريفلاكا المتنازع عليها ووضع برنامج لإزالة الألغام. وأشار القرار إلى أن وجود بعثة مراقبي الأمم المتحدة في بريفلاكا ساهم بشكل كبير في الحفاظ على الظروف المواتية لتسوية النزاع.
وحث كل من كرواتيا وجمهورية يوغوسلافيا الاتحادية (صربيا والجبل الأسود) على التنفيذ الكامل لاتفاق بشأن تطبيع العلاقات بينهما، ووقف انتهاكات نظام التجريد من السلاح، وتخفيف التوتر، وضمان حرية تنقل مراقبي الأمم المتحدة. ورحب المجلس باستئناف المناقشات بين الطرفين. وقد طُلب من كلا البلدين تنفيذ تدابير بناء الثقة من القرار 1252 وتقديم تقرير عن التقدم المحرز في مفاوضاتهما الثنائية مرتين على الأقل في الشهر.
أخيرًا، كان مطلوباً من قوة تحقيق الاستقرار، المصرح بها في القرار 1088 وتم تمديدها بموجب القرار 1357، التعاون مع بعثة مراقبي الأمم المتحدة في بريفلاكا.

## روابط خارجية
- نص القرار في undocs.org